# Old Mammy's Secret Code
Old Mammy's Secret Code è un cortometraggio muto del 1913 diretto da Charles Giblyn e interpretato da Minnie Devereaux, Sherman Bainbridge, Anna Little, Louise Glaum.

## Trama
Avendo scoperto che Marion, la donna amata, gli preferisce un altro, Jim Black architetta un piano per separarli. Con un espediente, fa in modo che David Durand, il suo rivale, venga sorpreso in una situazione compromettente insieme a miss Gordon, una sua amica attrice, che si presta ad aiutarlo nella messinscena. Marion, convinta che David la tradisca, gli rimanda l'anello e rifiuta di ascoltare qualsiasi spiegazione da lui. Passa del tempo. David, capitano di una compagnia agli ordini del generale Lee, è incaricato di scoprire i piani del generale Grant. Per riuscirci, usa la vecchia fedele serva di casa Durand che, fingendosi perseguitata dai confederati, cerca aiuto e riparo presso gli unionisti che le offrono rifugio. La Old Mammy, lavorando per loro come domestica, ascolta i piani di Grant e, tramite un sistema stabilito, comunica ai confederati il sistema di attacco prestabilito da Grant, facendo in modo che le forze di Lee abbiano la meglio durante la battaglia che segue. Anche Marion, la cui casa si trova dentro le linee unioniste, riesce a far arrivare un messaggio a Lee. Il generale Grant, sospettando che ci siano delle spie, mette in allarme il suo quartiere generale e Old Mammy, che era tra i sospettati, viene sorpresa mentre sta leggendo il loro codice. La donna viene presa e fucilata. Intanto Marion, che è diventata infermiera, assiste dopo una grave disfatta delle forze confederate uno dei tanti feriti: è Jack Black, che in fin di vita le confessa il tranello in cui aveva fatto cadere David. Poco dopo, in ospedale giunge anche lo stesso David: ferito non gravemente, rivede Marion che gli chiede perdono per come si è comportata con lui.

## Produzione
Il film fu prodotto dalla Broncho Film Company.

## Distribuzione
Distribuito dalla Mutual, il film - un cortometraggio in tre bobine - uscì nelle sale cinematografiche statunitensi il 16 luglio 1913.